# Костёл Святой Троицы (Радошковичи)
Церковь Святой Троицы (бел. Касцёл Найсвяцейшай Тройцы) — католический храм в городском посёлке Радошковичи, Беларусь. Относится к молоденченскому деканату Минско-Могилёвского архидиоцеза. Памятник архитектуры в стиле классицизм, построен в 1855—1859 годах. Храм включён в Государственный список историко-культурных ценностей Республики Беларусь.

## История

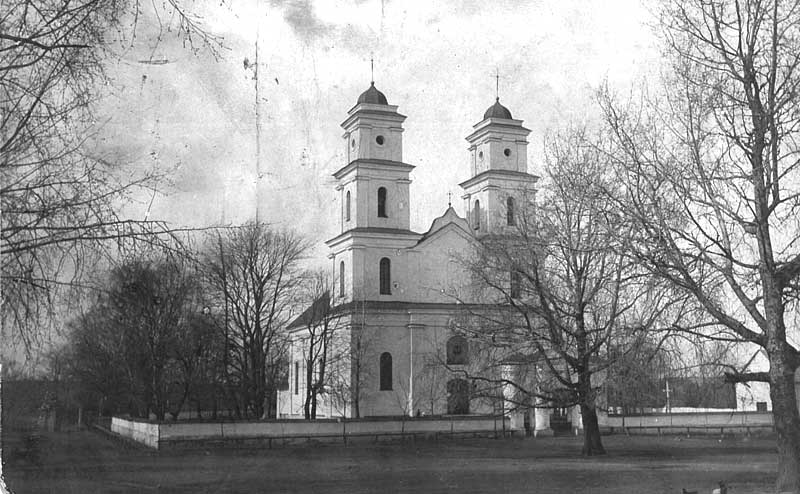

Первый деревянный костёл Пресвятой Троицы был построен в Радошковичах в середине XV века на средства виленского каштеляна Петра Сеньки Гедигольдовича.
Новый храм, также из дерева, был построен в 1734-36 годах в стиле барокко. Храм был богато декорирован, насчитывал 7 алтарей, рядом была построена деревянная колокольня. При храме действовали школа и госпиталь. В конце XVIII века приход насчитывал более 2300 человек, помимо храма в Радошковичах в приход Пресвятой Троицы входили часовни в Новом Дворе (ныне Роговский сельсовет Минского района) и Сычевичах.
После того как храм полностью сгорел во время пожара, в 1855—1859 годах в Радошковичах был построен каменный храм в стиле позднего классицизма. Церковь была освящена во имя Святой Троицы 3 сентября 1860 года. В конце XIX века количество прихожан превышало 2600 человек. В 1882 году в этой церкви был крещён Янка Купала.

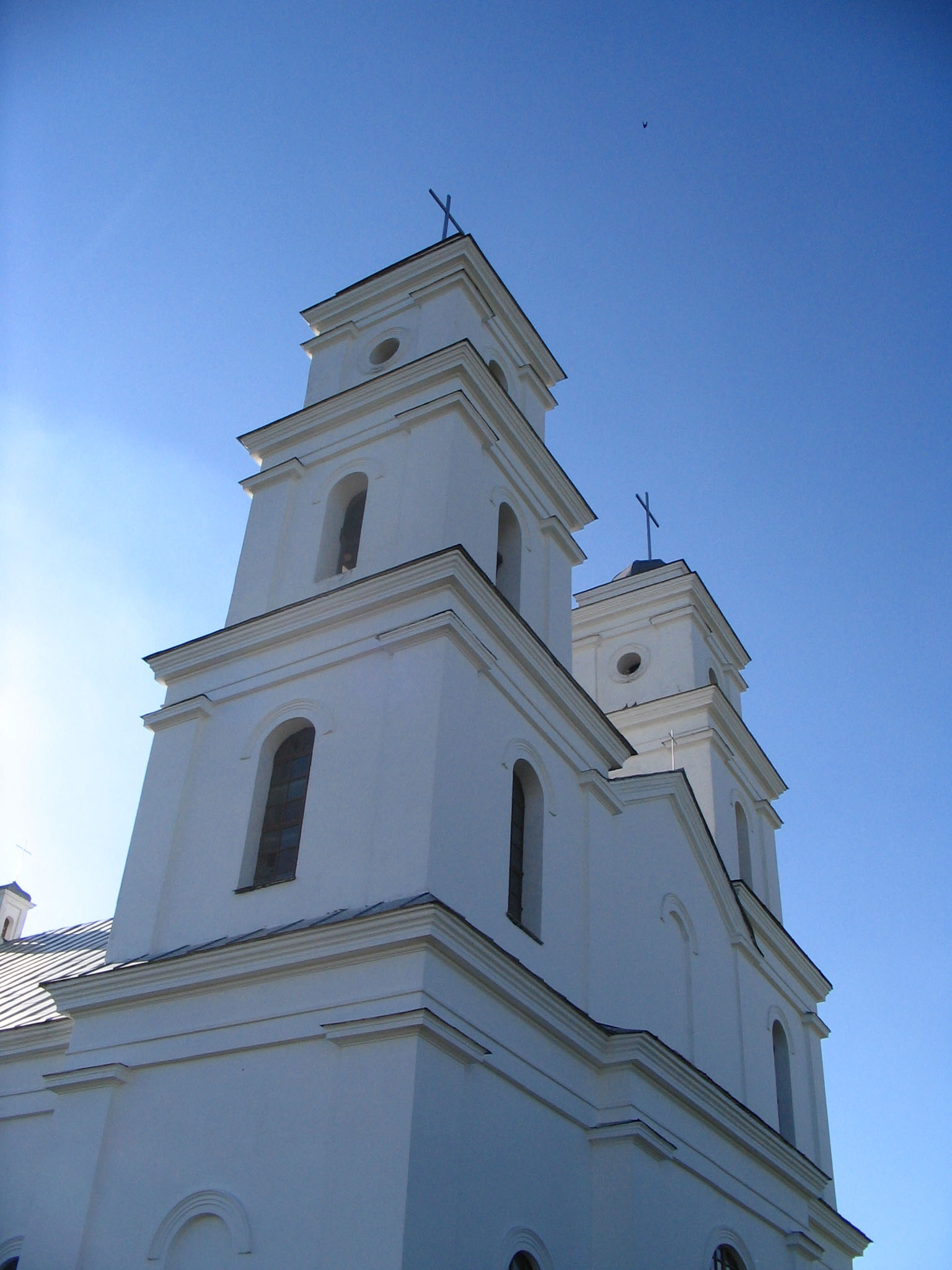

В 1915 году настоятелем костела был Вацлав Гинтовт-Дзевалтовский.
В 1946 году костёл был закрыт, в здании организован заводской цех. К концу XX века здание пришло в аварийное состояние, после того, как в 1990 году оно было возвращено Католической церкви, реставрация заняла почти 13 лет. Повторное освящение восстановленного храма состоялось в 2003 году.

## Архитектура
Церковь Святой Троицы — трёхнефная двухбашенная базилика с полуциркульной апсидой и боковыми ризницами. Основной, прямоугольный в плане объём накрыт двускатной крышей, вытянутая по продольной оси апсида — более низкой двускатной крышей. Квадратные в сечении четырёхъярусные башни декорированы сквозными арочными проемами и завершены шлемовидными куполами. Боковые плоскостные фасады ритмично расчленены высокими арочными оконными проемами и широкими пилястрами в простенках.
Внутреннее пространство разделено на три нефа двумя рядами квадратных колонн. Частично сохранился старинный орнамент на полу в апсидной части. Перед костелом расположены ворота с тремя арочными проходами.